# Kanton Trélon
Kanton Trélon (francouzsky Canton de Trélon) je francouzský kanton v departementu Nord v regionu Nord-Pas-de-Calais. Tvoří ho 12 obcí.

## Obce kantonu
- Anor
- Baives
- Eppe-Sauvage
- Féron
- Fourmies
- Glageon
- Moustier-en-Fagne
- Ohain
- Trélon
- Wallers-en-Fagne
- Wignehies
- Willies